# Další čtyři roky
Další čtyři roky (Fyra år till) je švédský hraný film z roku 2010, který režírovala Tova Magnusson-Norling. Film zachycuje komplikovaný poměr dvou politiků, kteří pocházejí z odlišného politického spektra. Snímek byl v ČR uveden v roce 2012 na filmovém festivalu Febiofest.

## Děj
David Holst je předsedou pravicových Liberálů a jeho strana má podle předvolebních průzkumů v probíhajících volbách nakročeno k vítězství a David má značnou šanci stát se premiérem, po dlouhé době z pravicové strany. Výsledky však dopadnou zcela jinak, pro Davidovu stranu naprosto katastrofálně. David přichází o zbytky iluzí a je z vývoje rozčarován a znuděn. Jeho manželka a manažerka Fia ani jeho poradce Jörgen jej nemohou donutit k většímu aktivismu. David se blíže seznamuje se svým politickým oponentem Martinem, který je sociální demokrat. Martin s ním nepokrytě flirtuje a David si začíná uvědomovat svou po léta potlačovanou homosexualitu. Jak má teď sdělit své ženě a svým silně věřícím konzervativním rodičům, že se zamiloval do muže a ještě k tomu levičáka? Přesto ve vztahu s Martinem pokračuje a doufá, že se situace nějak urovná.

## Obsazení
| Björn Kjellman         | David Holst |
| Eric Ericson           | Martin      |
| Tova Magnusson-Norling | Fia         |
| André Wickström        | Jörgen      |
| Sten Ljunggren         | Josef       |
| Iwar Wiklander         | Sven        |
| Inger Hayman           | Ingrid      |
| Jacob Nordenson        | Edvard      |
| Richard Ulfsäter       | Hugo        |